# Stenium
| Äon                                      | Ära                                                 | Periode    | ≈ Alter (mya) |
| später                                   | später                                              | später     | jünger        |
| ---------------------------------------- | --------------------------------------------------- | ---------- | ------------- |
| P r o t e r o z o i k u m Dauer: 1959 Ma | Neoproterozoikum Jungproterozoikum Dauer: 459 Ma    | Ediacarium | 541 ⬍ 635     |
| P r o t e r o z o i k u m Dauer: 1959 Ma | Neoproterozoikum Jungproterozoikum Dauer: 459 Ma    | Cryogenium | 635 ⬍ 720     |
| P r o t e r o z o i k u m Dauer: 1959 Ma | Neoproterozoikum Jungproterozoikum Dauer: 459 Ma    | Tonium     | 720 ⬍ 1000    |
| P r o t e r o z o i k u m Dauer: 1959 Ma | Mesoproterozoikum Mittelproterozoikum Dauer: 600 Ma | Stenium    | 1000 ⬍ 1200   |
| P r o t e r o z o i k u m Dauer: 1959 Ma | Mesoproterozoikum Mittelproterozoikum Dauer: 600 Ma | Ectasium   | 1200 ⬍ 1400   |
| P r o t e r o z o i k u m Dauer: 1959 Ma | Mesoproterozoikum Mittelproterozoikum Dauer: 600 Ma | Calymmium  | 1400 ⬍ 1600   |
| P r o t e r o z o i k u m Dauer: 1959 Ma | Paläoproterozoikum Altproterozoikum Dauer: 900 Ma   | Statherium | 1600 ⬍ 1800   |
| P r o t e r o z o i k u m Dauer: 1959 Ma | Paläoproterozoikum Altproterozoikum Dauer: 900 Ma   | Orosirium  | 1800 ⬍ 2050   |
| P r o t e r o z o i k u m Dauer: 1959 Ma | Paläoproterozoikum Altproterozoikum Dauer: 900 Ma   | Rhyacium   | 2050 ⬍ 2300   |
| P r o t e r o z o i k u m Dauer: 1959 Ma | Paläoproterozoikum Altproterozoikum Dauer: 900 Ma   | Siderium   | 2300 ⬍ 2500   |
| früher                                   | früher                                              | früher     | älter         |

Das Stenium ist ein chronostratigraphisches System und eine geochronologische Periode der Geologischen Zeitskala. Es ist das siebte System des Proterozoikums und das dritte und letzte System des Mesoproterozoikums. Es begann vor 1200 Millionen Jahren und endete vor 1000 Millionen Jahren, dauerte also 200 Millionen Jahre. Es folgte auf das Ectasium und ging dem Tonium voraus.

## Namensgebung und Definition
Der Name Stenium ist abgeleitet von Altgriechisch στενός (stenos), was eng bedeutet. Er spielt damit auf die vielen, schmalen, polymetamorphen Gebirgsbildungsgürtel an, die in dieser Zeit entstanden sind.
Beginn und Ende des Steniums sind nicht durch GSSPs definiert, sondern durch GSSAs (Global Stratigraphic Standard Ages), das heißt auf meist volle 100 Millionen Jahre gerundete Durchschnittswerte radiometrischer Datierungen globaler tektonischer Ruhephasen.

## Geologische Ereignisse
Im Verlauf des Steniums formte sich der Superkontinent Rodinia (Russisch Родина, (ródina) Heimatland), der zwischen 1300 und 900 mya aus vielen Kratonen akkretierte.
Nachdem die Subduktion unter den östlichen Kontinentalrand Laurentias um 1300 mya zu Ende gegangen war und sich um 1260 mya im Südwesten der Vereinigten Staaten ein Nordwest-Südost-streichender Riftgraben gebildet hatte, drang nach dessen Subsidenz ab 1210 mya das Meer von Südosten ein und sedimentierte bis 1150 mya neben Kalken vorwiegend siliziklastische Sedimente.
Ab 1163 Millionen Jahren setzte der Zyklus der Grenville-Orogenese mit starker Magmentätigkeit ein (gebildet wurden Lagenintrusionen, Diabas-Lagergänge sowie bimodale Plutonite und Vulkanite), der schließlich um 1086 mya in eine mehrphasige, transpressive Kontinentkollision überging (in der Gegend von Van Horn in Texas bereits ab 1123 mya). Nach Andocken des Rio-de-la-Plata-Kontinents (oder Amazonias) um 1086 mya erlitt der Südwesten Laurentias Zugbeanspruchung in Nordost-Südwest-Richtung, die mafischen Plutonismus mit erneuten Diabas-Lagergängen zwischen 1080 und 1040 mya heraufbeschwor. Das Dehnungsregime sollte bis 1000 mya Bestand haben.

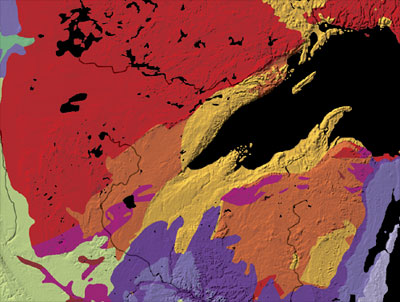
Die Geologie des Superior Upland. Die Gesteine der Keweenawan Supergroup sind in gelb gekennzeichnet.

Zeitlich in etwa parallel zur Grenville-Orogenese verlief inmitten Laurentias ab zirka 1110 mya die Entstehung des Midcontinent Rift System (MRS), einem riesigen Grabenbruchsystem. In 15 bis 22 Millionen Jahren akkumulierten in dem rund 2000 Kilometer langen, vom Nordostrand von Kansas über Iowa nach Nordostminnesota in Nordostrichtung streichenden Rift die Keweenawan Supergroup – eine Ansammlung von über 30.000 Metern an Vulkaniten, Plutoniten und Sedimenten! Die Vulkanite allein erreichen eine Mächtigkeit von 20.000 Metern. Kurz vor der Ozeanisierung brach die Entwicklung des Aulakogens ab und verhinderte so das vollkommene Auseinanderbrechen Laurentias. Wahrscheinlich war die Weiterentwicklung durch die weiter östlich anbrandende Grenville-Orogenese (Ottawan Orogeny) unterbunden worden, die genaueren Zusammenhänge sind aber letztlich noch nicht geklärt. Als Ursprung des Midcontinent Rift System wird ein Manteldiapir angenommen, der unterhalb des Lake Superior einen Tripelpunkt erzeugt hatte.

## Biologische Entwicklung
Um 1200 mya können im Fossilbericht neben Eukaryoten pilzartige Organismen und sogar Mikroben auf dem Festland nachgewiesen werden – was eindeutig gestiegene Sauerstoffkonzentrationen anzeigt. Bereits gegen 1500 mya waren im Fossilbericht einfache Acritarchen erschienen, die zwischen 1200 und 1000 mya von wesentlich komplexeren Formen abgelöst wurden, welche sich auch auf dem Festland ausbreiteten.

## Stratigraphie

### Bedeutende Sedimentbecken und geologische Formationen
- Vindhyan Supergroup im Norden Indiens – 1700 bis 600 mya
- Chhattisgarh Supergroup in Indien – 1500 bis zirka 900 mya
- Godavari Supergroup in Indien – 1685 bis 1000 mya[6]
  - Sullavai Group – um 1000 mya
  - Penganga Group – zirka 1400 bis 1000 mya
- Espinhaço Supergroup des São-Francisco-Kratons in Brasilien – 1800 bis 900 mya[7]
  - Upper Espinhaço Sequence (Absinkbecken) – 1190 bis 900 mya
- Carandaí-Becken des Süd-Brasília-Gürtels – 1412 bis 1186 mya
- Andrelândia-Becken des Süd-Brasília-Gürtels – 1061 bis zirka 930 mya
- Paranoá-Becken des Nord-Brasília-Gürtels – 1560 bis 1042 mya
- Shaler Supergroup im Nordwesten Kanadas – 1077 bis 723 mya
- Bylot Supergroup auf Baffin Island in Kanada – 1267 bis 723 mya
- Pahrump Group im Death Valley – 1200 bis zirka 550 mya
  - Crystal Spring Formation – 1200 bis 1060 mya
- Grand Canyon Supergroup in Arizona – 1250 bis 700/650 mya
  - Unkar Group – 1250 bis 1070 mya
    - Shinumo Quartzite – 1200 bis 1155 mya
- Apache Group in Arizona – 1350 bis 1160 mya
  - Troy Quartzite – 1210 bis 1160 mya
- Lanoria-Formation in den Franklin Mountains, Texas – 1210 bis 1160 mya
- Hazel-Formation der Sierra Diablo bei Van Horn in Texas – 1123 bis 1121 mya
- Keweenawan Supergroup des Midcontinent Rift System in Minnesota, Michigan und Wisconsin – 1108 bis 1086 mya[8]
  - Oronto Group mit Nonesuch-Formation – um 1100 bis 1078 mya
- Telemark Supergroup des Baltischen Schilds – 1510 bis 1100 mya
  - Bandak Group – 1155 bis 1100 mya
    - Eidsborg-Formation – um 1118 mya
    - Høydalsmo Group – um 1150 mya
    - Oftefjell Group – um 1155 mya

  - Seljord Group, jetzt Vindeggen Group – 1500 bis 1155 mya
- Yell Sound Division auf Shetland – 1030 bis 970 mya
- Krummedahl Succession im Osten Grönlands – 1030 bis 960 mya
- Krossfjorden Group auf Spitzbergen (Westterran) – 1030 bis 980 mya
- Brennevinsfjorden Group auf Spitzbergen (Ostterran) – 1030 bis 980 mya
- Svaerholt Succession im Norden Norwegens – 1030 bis 990 mya
- Torridonian Supergroup in Schottland – um 1200 bis 950 mya
  - Stoer Group
  - Sleat Group

## Geodynamik

### Orogenesen
- Zyklus der Grenville-Orogenese:
  - Rigolet Orogeny – 1010 bis 980 mya
  - Ottawan Orogeny – 1090 bis 1020 mya
  - Shawingian Orogeny – 1190 bis 1140 mya
- Llano Uplift in Texas – Metamorphose um 1115 mya
- Sveconorwegian Orogeny in Skandinavien (Hauptphase) – 1100 bis 950 mya
- Edmundian Orogeny in Westaustralien – 1030 bis 950 mya

### Magmatismus
- North Shore Volcanic Group in Minnesota – 1109 bis 1094 mya mit
  - Duluth Complex – um 1100 mya
  - Beaver Bay Complex – 1096 mya
- Cardenas Basalt und Diabase im Grand Canyon – um 1070 mya
- Diabase der Apache Group (Troy Quartzite) – 1160, 1140, 1125, 1060 und 1040 mya
- Diabase der Pahrump Group (Crystal Spring Formation) im Death Valley – 1080 mya
- Franklin Mountains:
  - Red Bluff Granite – 1120 und 1086 mya
  - Thunderbird Group – 1130 bis 1111 mya
  - Pump Station Hills Rhyolite – 1175 und 1140 mya
- Van Horn, Texas
  - Pecos Mafic Intrusive Complex – 1163 mya
- Llano Uplift:
  - Town Mountain Granite – 1119 bis 1070 mya
- Trondhjemit der Sierra del Cuervo in Mexiko – 1180 mya